# Сара-Леоні Сізік
Сара-Леоні Сізік (фр. Sarah-Léonie Cysique, нар. 6 липня 1998) — французька дзюдоїстка, дворазова олімпійська чемпіонка у змішній команді, срібна призерка Олімпійських ігор 2020 року та бронзова призерка Олімпійських ігор 2024 року в особистих змаганнях.

## Виступи на Олімпіадах
| Олімпіада  | Дисципліна      | Місце |
| ---------- | --------------- | ----- |
| Токіо 2020 | до 57 кг        | 2     |
| Токіо 2020 | змішана команда | 1     |
| Париж 2024 | до 57 кг        | 3     |
| Париж 2024 | змішана команда | 1     |